# Xã Seneca, Quận Christian, Missouri
Xã Seneca (tiếng Anh: Seneca Township) là một xã thuộc quận Christian, tiểu bang Missouri, Hoa Kỳ. Năm 2010, dân số của xã này là 112 người.